# Élections législatives de 1936 dans les Bouches-du-Rhône
Les élections législatives françaises de 1936 ont lieu les 26 avril et 3 mai.

## Élus
| Circonscription | Député sortant   | Groupe               | Groupe | Parti | Parti | Député élu ou réélu | Groupe           | Groupe | Parti    | Parti |         |
| --------------- | ---------------- | -------------------- | ------ | ----- | ----- | ------------------- | ---------------- | ------ | -------- | ----- | ------- |
| 1               | 1re d'Aix        | Félix Gouin          |        | PS    |       | SFIO                | Félix Gouin      |        | SOC      |       | SFIO    |
| 2               | 2e d'Aix         | Fabien Albertin      |        | PS    |       | SFIO                | Fabien Albertin  |        | SOC      |       | SFIO    |
| 3               | Arles            | Anatole Sixte-Quenin |        | PS    |       | SFIO                | Adrien Mouton    |        | COM      |       | PC-SFIC |
| 4               | 1re de Marseille | Henri Tasso          |        | PS    |       | SFIO                | Henri Tasso      |        | SOC      |       | SFIO    |
| 5               | 2e de Marseille  | Toussaint Ambrosini  |        | PS    |       | SFIO                | Jean Cristofol   |        | COM      |       | PC-SFIC |
| 6               | 3e de Marseille  | Simon Sabiani        |        | GI    |       | SI                  | François Billoux |        | COM      |       | PC-SFIC |
| 7               | 4e de Marseille  | Eugène Pierre        |        | IND   |       | RI                  | Henry Ponsard    |        | RIAS-GAI |       | RN      |
| 8               | 5e de Marseille  | Raymond Vidal        |        | PS    |       | SFIO                | Raymond Vidal    |        | SOC      |       | SFIO    |
| 9               | 6e de Marseille  | Marius Étienne Boyer |        | GR    |       | RI                  | Albert Lucchini  |        | SOC      |       | SFIO    |
| 10              | 7e de Marseille  | Joseph Vidal         |        | CR    |       | Mod.                | André Daher      |        | FR       |       | RI      |
| 11              | 8e de Marseille  | Fernand Bouisson     |        | PS    |       | SI                  | Fernand Bouisson |        | NI       |       | SI      |

## Résultats à l'échelle du département
| Partis                     | Partis                                                  | Partis                                                | Premier tour | Premier tour | Deuxième tour | Deuxième tour | Sièges        | +/-           |
| Partis                     | Partis                                                  | Partis                                                | Voix         | %            | Voix          | %             | Sièges        | +/-           |
| -------------------------- | ------------------------------------------------------- | ----------------------------------------------------- | ------------ | ------------ | ------------- | ------------- | ------------- | ------------- |
|                            |                                                         | Section française de l'Internationale ouvrière (SFIO) | 62 552       | 32,97        | 52 990        | 34,53         | 5             | 1             |
|                            | Parti communiste-SFIC (PC-SFIC)                         | 55 220                                                | 29,10        | 29 358       | 19,13         | 3             | 3             |               |
|                            | Parti républicain radical et radical-socialiste (PRRRS) | 6 148                                                 | 3,24         |              |               | 0             | en stagnation |               |
|                            | Union socialiste républicaine (USR)                     | 1 185                                                 | 0,62         | 0            | en stagnation |               |               |               |
| Total Front populaire (FP) | Total Front populaire (FP)                              | 125 105                                               | 65,93        | 89 681       | 58,43         | 8             | 1             |               |
|                            |                                                         | Républicains indépendants (RI)                        | 11 732       | 6,18         | 10 039        | 6,54          | 1             | en stagnation |
|                            | Union républicaine (UR)                                 | 7 903                                                 | 4,17         | 14 184       | 9,24          | 0             | en stagnation |               |
|                            | Concentration républicaine d'action sociale (CRAS)      | 5 497                                                 | 2,90         | 690          | 0,45          | 0             | en stagnation |               |
|                            | Républicains nationaux (RN)                             | 5 492                                                 | 2,89         | 9 920        | 6,46          | 1             | 1             |               |
| Total Droite parlementaire | Total Droite parlementaire                              | 30 624                                                | 16,14        | 34 833       | 22,70         | 2             | 1             |               |
|                            | Socialistes indépendants (SI)                           | Socialistes indépendants (SI)                         | 19 578       | 10,32        | 21 109        | 13,75         | 1             | 1             |
|                            | Radicaux indépendants (RI)                              | Radicaux indépendants (RI)                            | 12 504       | 6,59         | 14 893        | 9,70          | 0             | 1             |
|                            | Socialistes patriotes (SP)                              | Socialistes patriotes (SP)                            | 1 395        | 0,74         |               |               | 0             | en stagnation |
|                            | Divers (DIV)                                            | Divers (DIV)                                          | 536          | 0,28         | 296           | 0,19          | 0             | en stagnation |
|                            |                                                         |                                                       |              |              |               |               |               |               |
| Inscrits                   | Inscrits                                                | Inscrits                                              | 244 516      | 100,00       | 202 737       | 100,00        | 11            | en stagnation |
| Votants                    | Votants                                                 | Votants                                               | 197 555      | 80,79        | 158 389       | 78,13         |               |               |
| Abstentions                | Abstentions                                             | Abstentions                                           | 46 961       | 19,21        | 44 348        | 21,87         |               |               |
| Blancs et nuls             | Blancs et nuls                                          | Blancs et nuls                                        | 7 813        | 3,95         | 4 910         | 3,10          |               |               |
| Exprimés                   | Exprimés                                                | Exprimés                                              | 189 742      | 96,05        | 153 479       | 96,90         |               |               |

## Résultats par arrondissement

### Arrondissement d'Aix

#### 1recirconscription
| Candidats      | Candidats                    | Étiquette      | Premier tour | Premier tour | Deuxième tour | Deuxième tour |
| Candidats      | Candidats                    | Étiquette      | Voix         | %            | Voix          | %             |
| -------------- | ---------------------------- | -------------- | ------------ | ------------ | ------------- | ------------- |
|                | Félix Gouin (député sortant) | SFIO           | 6 737        | 40,03        | 10 642        | 64,04         |
|                | Moustier                     | PC-SFIC        | 5 035        | 29,92        | Retrait       | Retrait       |
|                | Agnel                        | RI             | 4 431        | 26,33        | 5 916         | 35,60         |
|                | Niollon                      | SI             | 572          | 3,40         | Retrait       | Retrait       |
|                | Divers                       | Divers         | 54           | 0,32         | 61            | 0,37          |
|                |                              |                |              |              |               |               |
| Inscrits       | Inscrits                     | Inscrits       | 21 436       | 100,00       | 21 436        | 100,00        |
| Votants        | Votants                      | Votants        | 17 329       | 80,84        | 17 189        | 80,19         |
| Abstention     | Abstention                   | Abstention     | 4 107        | 19,16        | 4 247         | 19,81         |
| Blancs et nuls | Blancs et nuls               | Blancs et nuls | 500          | 2,89         | 570           | 3,32          |
| Exprimés       | Exprimés                     | Exprimés       | 16 829       | 97,11        | 16 619        | 96,68         |

#### 2ecirconscription
| Candidats      | Candidats                        | Étiquette      | Premier tour | Premier tour | Deuxième tour | Deuxième tour |
| Candidats      | Candidats                        | Étiquette      | Voix         | %            | Voix          | %             |
| -------------- | -------------------------------- | -------------- | ------------ | ------------ | ------------- | ------------- |
|                | Fabien Albertin (député sortant) | SFIO           | 6 067        | 42,65        | 8 690         | 68,75         |
|                | Dominique                        | PRRRS          | 5 166        | 36,32        | Retrait       | Retrait       |
|                | Blanc                            | PC-SFIC        | 2 991        | 21,03        | Retrait       | Retrait       |
|                | Lacour                           | UR             |              |              | 3 950         | 31,25         |
|                |                                  |                |              |              |               |               |
| Inscrits       | Inscrits                         | Inscrits       | 17 978       | 100,00       | 17 978        | 100,00        |
| Votants        | Votants                          | Votants        | 14 618       | 81,31        | 13 140        | 73,09         |
| Abstention     | Abstention                       | Abstention     | 3 360        | 18,69        | 4 838         | 26,91         |
| Blancs et nuls | Blancs et nuls                   | Blancs et nuls | 394          | 2,70         | 500           | 3,81          |
| Exprimés       | Exprimés                         | Exprimés       | 14 224       | 97,30        | 12 640        | 96,19         |

### Arrondissement d'Arles
| Candidats      | Candidats                             | Étiquette      | Premier tour | Premier tour | Deuxième tour | Deuxième tour |
| Candidats      | Candidats                             | Étiquette      | Voix         | %            | Voix          | %             |
| -------------- | ------------------------------------- | -------------- | ------------ | ------------ | ------------- | ------------- |
|                | Marceau Jouve                         | UR             | 7 903        | 36,05        | 10 234        | 43,13         |
|                | Adrien Mouton                         | PC-SFIC        | 7 240        | 33,02        | 13 494        | 56,87         |
|                | Anatole Sixte-Quenin (député sortant) | SFIO           | 6 782        | 30,93        | Retrait       | Retrait       |
|                |                                       |                |              |              |               |               |
| Inscrits       | Inscrits                              | Inscrits       | 31 584       | 100,00       | 31 584        | 100,00        |
| Votants        | Votants                               | Votants        | 22 549       | 71,39        | 24 370        | 77,16         |
| Abstention     | Abstention                            | Abstention     | 9 035        | 28,61        | 7 214         | 22,84         |
| Blancs et nuls | Blancs et nuls                        | Blancs et nuls | 624          | 2,77         | 642           | 2,63          |
| Exprimés       | Exprimés                              | Exprimés       | 21 925       | 97,23        | 23 728        | 97,37         |

### Arrondissement de Marseille

#### 1recirconscription
| Candidats      | Candidats                    | Étiquette      | Premier tour | Premier tour |
| Candidats      | Candidats                    | Étiquette      | Voix         | %            |
| -------------- | ---------------------------- | -------------- | ------------ | ------------ |
|                | Henri Tasso (député sortant) | SFIO           | 15 136       | 84,73        |
|                | Maton                        | PC-SFIC        | 2 727        | 15,27        |
|                |                              |                |              |              |
| Inscrits       | Inscrits                     | Inscrits       | 20 898       | 100,00       |
| Votants        | Votants                      | Votants        | 19 168       | 91,72        |
| Abstention     | Abstention                   | Abstention     | 3 035        | 8,28         |
| Blancs et nuls | Blancs et nuls               | Blancs et nuls | 1 305        | 6,81         |
| Exprimés       | Exprimés                     | Exprimés       | 17 863       | 93,19        |

#### 2ecirconscription
| Candidats      | Candidats                            | Étiquette      | Premier tour | Premier tour |
| Candidats      | Candidats                            | Étiquette      | Voix         | %            |
| -------------- | ------------------------------------ | -------------- | ------------ | ------------ |
|                | Jean Cristofol                       | PC-SFIC        | 8 639        | 51,23        |
|                | Toussaint Ambrosini (député sortant) | SFIO           | 5 381        | 31,91        |
|                | D'Ambrosio                           | SI             | 2 844        | 16,86        |
|                |                                      |                |              |              |
| Inscrits       | Inscrits                             | Inscrits       | 20 881       | 100,00       |
| Votants        | Votants                              | Votants        | 17 524       | 83,92        |
| Abstention     | Abstention                           | Abstention     | 3 357        | 16,08        |
| Blancs et nuls | Blancs et nuls                       | Blancs et nuls | 660          | 3,77         |
| Exprimés       | Exprimés                             | Exprimés       | 16 864       | 96,23        |

#### 3ecirconscription
| Candidats      | Candidats                      | Étiquette      | Premier tour | Premier tour | Deuxième tour | Deuxième tour |
| Candidats      | Candidats                      | Étiquette      | Voix         | %            | Voix          | %             |
| -------------- | ------------------------------ | -------------- | ------------ | ------------ | ------------- | ------------- |
|                | Simon Sabiani (député sortant) | SI             | 5 126        | 38,32        | 6 323         | 46,46         |
|                | François Billoux               | PC-SFIC        | 4 476        | 33,46        | 7 286         | 53,54         |
|                | Ferri-Pisani                   | SFIO           | 3 226        | 24,12        | Retrait       | Retrait       |
|                | Eyssautier                     | SI             | 375          | 2,80         |               |               |
|                | Divers                         | Divers         | 174          | 1,30         |               |               |
|                |                                |                |              |              |               |               |
| Inscrits       | Inscrits                       | Inscrits       | 17 323       | 100,00       | 17 323        | 100,00        |
| Votants        | Votants                        | Votants        | 13 922       | 80,37        | 13 941        | 80,48         |
| Abstention     | Abstention                     | Abstention     | 3 401        | 19,63        | 3 382         | 19,52         |
| Blancs et nuls | Blancs et nuls                 | Blancs et nuls | 545          | 3,91         | 332           | 2,38          |
| Exprimés       | Exprimés                       | Exprimés       | 13 377       | 96,09        | 13 609        | 97,62         |

#### 4ecirconscription
| Candidats      | Candidats                      | Étiquette      | Premier tour | Premier tour | Deuxième tour | Deuxième tour |
| Candidats      | Candidats                      | Étiquette      | Voix         | %            | Voix          | %             |
| -------------- | ------------------------------ | -------------- | ------------ | ------------ | ------------- | ------------- |
|                | Henry Ponsard                  | RN             | 5 492        | 34,30        | 9 920         | 66,44         |
|                | Eugène Pierre (député sortant) | RI             | 4 923        | 30,75        | Retrait       | Retrait       |
|                | Pierre Ferri-Pisani            | SFIO           | 2 879        | 17,98        | 4 802         | 32,16         |
|                | François Billoux               | PC-SFIC        | 2 513        | 15,69        | Retrait       | Retrait       |
|                | Divers                         | Divers         | 205          | 1,28         | 208           | 1,39          |
|                |                                |                |              |              |               |               |
| Inscrits       | Inscrits                       | Inscrits       | 21 569       | 100,00       | 21 569        | 100,00        |
| Votants        | Votants                        | Votants        | 16 594       | 76,93        | 15 364        | 71,23         |
| Abstention     | Abstention                     | Abstention     | 4 975        | 23,07        | 6 205         | 28,77         |
| Blancs et nuls | Blancs et nuls                 | Blancs et nuls | 582          | 3,51         | 434           | 2,82          |
| Exprimés       | Exprimés                       | Exprimés       | 16 012       | 96,49        | 14 930        | 97,18         |

#### 5ecirconscription
| Candidats      | Candidats                      | Étiquette      | Premier tour | Premier tour | Deuxième tour | Deuxième tour |
| Candidats      | Candidats                      | Étiquette      | Voix         | %            | Voix          | %             |
| -------------- | ------------------------------ | -------------- | ------------ | ------------ | ------------- | ------------- |
|                | Raymond Vidal (député sortant) | SFIO           | 6 211        | 40,59        | 10 160        | 72,85         |
|                | David                          | PC-SFIC        | 5 916        | 38,66        | Retrait       | Retrait       |
|                | Lucien Richard                 | SI             | 1 780        | 11,63        | 3 759         | 26,95         |
|                | Marcel Richard                 | SP             | 1 395        | 9,12         | Retrait       | Retrait       |
|                | Divers                         | Divers         |              |              | 27            | 0,19          |
|                |                                |                |              |              |               |               |
| Inscrits       | Inscrits                       | Inscrits       | 19 551       | 100,00       | 19 551        | 100,00        |
| Votants        | Votants                        | Votants        | 16 017       | 81,92        | 14 818        | 75,79         |
| Abstention     | Abstention                     | Abstention     | 3 534        | 18,08        | 1 733         | 8,86          |
| Blancs et nuls | Blancs et nuls                 | Blancs et nuls | 715          | 4,46         | 872           | 5,88          |
| Exprimés       | Exprimés                       | Exprimés       | 15 302       | 95,54        | 13 946        | 94,12         |

#### 6ecirconscription
| Candidats      | Candidats                             | Étiquette      | Premier tour | Premier tour | Deuxième tour | Deuxième tour |
| Candidats      | Candidats                             | Étiquette      | Voix         | %            | Voix          | %             |
| -------------- | ------------------------------------- | -------------- | ------------ | ------------ | ------------- | ------------- |
|                | Marius Étienne Boyer (député sortant) | RI             | 8 073        | 39,62        | 8 977         | 43,72         |
|                | Albert Lucchini                       | SFIO           | 6 300        | 30,92        | 11 555        | 56,28         |
|                | Peyrot                                | PC-SFIC        | 5 022        | 24,64        | Retrait       | Retrait       |
|                | Mayrargues                            | PRRRS          | 982          | 4,82         | Retrait       | Retrait       |
|                | Divers                                | Divers         | 1            | 0,00         |               |               |
|                |                                       |                |              |              |               |               |
| Inscrits       | Inscrits                              | Inscrits       | 25 298       | 100,00       | 25 298        | 100,00        |
| Votants        | Votants                               | Votants        | 21 110       | 83,45        | 21 045        | 83,19         |
| Abstention     | Abstention                            | Abstention     | 4 188        | 16,55        | 4 253         | 16,81         |
| Blancs et nuls | Blancs et nuls                        | Blancs et nuls | 732          | 3,47         | 513           | 2,44          |
| Exprimés       | Exprimés                              | Exprimés       | 20 378       | 96,53        | 20 532        | 97,56         |

#### 7ecirconscription
| Candidats      | Candidats      | Étiquette      | Premier tour | Premier tour | Deuxième tour | Deuxième tour |
| Candidats      | Candidats      | Étiquette      | Voix         | %            | Voix          | %             |
| -------------- | -------------- | -------------- | ------------ | ------------ | ------------- | ------------- |
|                | André Daher    | RI             | 6 809        | 38,25        | 10 039        | 58,43         |
|                | Grand          | CRAS           | 3 910        | 21,97        | Retrait       | Retrait       |
|                | Arnaud         | SFIO           | 3 833        | 21,53        | 7 141         | 41,57         |
|                | Fanucchi       | PC-SFIC        | 3 097        | 17,40        | Retrait       | Retrait       |
|                | Gabriel        | SI             | 152          | 0,85         |               |               |
|                |                |                |              |              |               |               |
| Inscrits       | Inscrits       | Inscrits       | 23 001       | 100,00       | 23 001        | 100,00        |
| Votants        | Votants        | Votants        | 18 490       | 80,39        | 17 608        | 76,55         |
| Abstention     | Abstention     | Abstention     | 4 511        | 19,61        | 5 393         | 23,45         |
| Blancs et nuls | Blancs et nuls | Blancs et nuls | 689          | 3,73         | 428           | 2,43          |
| Exprimés       | Exprimés       | Exprimés       | 17 801       | 96,27        | 17 180        | 97,57         |

#### 8ecirconscription
| Candidats      | Candidats                         | Étiquette      | Premier tour | Premier tour | Deuxième tour | Deuxième tour |
| Candidats      | Candidats                         | Étiquette      | Voix         | %            | Voix          | %             |
| -------------- | --------------------------------- | -------------- | ------------ | ------------ | ------------- | ------------- |
|                | Fernand Bouisson (député sortant) | SI             | 8 247        | 43,03        | 11 027        | 54,33         |
|                | Cristos                           | PC-SFIC        | 7 564        | 39,46        | 8 578         | 42,27         |
|                | Giannardi                         | CRAS           | 1 587        | 8,28         | 690           | 3,40          |
|                | Bodin                             | USR            | 1 185        | 6,18         | Retrait       | Retrait       |
|                | Taddéi                            | SI             | 482          | 2,51         |               |               |
|                | Divers                            | Divers         | 102          | 0,53         |               |               |
|                |                                   |                |              |              |               |               |
| Inscrits       | Inscrits                          | Inscrits       | 24 997       | 100,00       | 24 997        | 100,00        |
| Votants        | Votants                           | Votants        | 20 234       | 80,95        | 20 914        | 83,67         |
| Abstention     | Abstention                        | Abstention     | 4 763        | 19,05        | 4 083         | 16,33         |
| Blancs et nuls | Blancs et nuls                    | Blancs et nuls | 1 067        | 5,27         | 619           | 2,96          |
| Exprimés       | Exprimés                          | Exprimés       | 19 167       | 94,73        | 20 295        | 97,04         |